# Hermann Balck
Hermann Balck, nemški general, * 7. december 1893, Danzig-Langfuhr, † 29. november 1982, Erbenbach-Rockenau.